# Теорема Виноградова о среднем
Теорема Виноградова о среднем — теорема аналитической теории чисел об оценке среднего значения интеграла некоторых тригонометрических сумм, называемого также интегралом Виноградова; ключевой результат, используемый в методе тригонометрических сумм. Теорема представляет интерес, в частности, потому что оцениваемый в ней интеграл равен количеству решений в целых числах из достаточно большого интервала системы уравнений специального вида.

## Принятые в статье обозначения
Поскольку теорема прямым образом касается тригонометрических сумм (а значит, и экспонент с комплексным показателем), то для краткости и удобства мы будем пользоваться обозначением {\displaystyle e\left({\alpha }\right)=e^{2\pi \alpha i}}, где {\displaystyle \alpha \in {\mathbb {R} }} может быть любым числом.

## Общее описание задачи
Пусть заданы фиксированные натуральные числа {\displaystyle n,k}. Рассмотрим систему уравнений
{\displaystyle \left\{{\begin{matrix}x_{1}+x_{2}+\dots +x_{k}=y_{1}+y_{2}+\dots +y_{k}\\{x_{1}}^{2}+{x_{2}}^{2}+\dots +{x_{k}}^{2}={y_{1}}^{2}+{y_{2}}^{2}+\dots +{y_{k}}^{2}\\\dots \\{x_{1}}^{n}+{x_{2}}^{n}+\dots +{x_{k}}^{n}={y_{1}}^{n}+{y_{2}}^{n}+\dots +{y_{k}}^{n}\end{matrix}}\right.}
или, более формально,
{\displaystyle \sum \limits _{j=1}^{k}{{x_{j}}^{i}}=\sum \limits _{j=1}^{k}{{y_{j}}^{i}},i=1,\dots ,n}
Потребность в рассмотрении такой системы возникает, например, при аналитическом решении проблемы Варинга, но может (в изменённых формулировках) применяться и в других областях.
Если обозначить через {\displaystyle J_{k,n}(P)} количество целочисленных решений указанной системы в пределах {\displaystyle x_{i},y_{i}\in [1;P],i=1,\dots ,k}, то основной вопрос формулируется так: как быстро растёт {\displaystyle J_{k,n}(P)} с ростом {\displaystyle P}?
Тривиальная оценкой, очевидно, будет {\displaystyle J_{k,n}(P)\leq P^{2k}}
Теорема Виноградова даёт непосредственные (не асимптотические) намного лучшие, чем тривиальные, оценки сверху на величину {\displaystyle J_{k,n}(P)} при фиксированных {\displaystyle k} и {\displaystyle n}.

### Формулировка в виде интеграла
Как обычно при использовании тригонометрических сумм, условие соответствия переменных уравнению можно выразить тождеством
{\displaystyle {\Bigg [}\sum \limits _{j=1}^{k}{{x_{j}}^{i}}-\sum \limits _{j=1}^{k}{{y_{j}}^{i}}=0{\Bigg ]}=\int \limits _{0}^{1}{e\left({\left({\sum \limits _{j=1}^{k}{{x_{j}}^{i}}-\sum \limits _{j=1}^{k}{{y_{j}}^{i}}}\right)\alpha }\right)d\alpha }}
Следовательно, количество решений системы уравнений удовлетворяет выражению
{\displaystyle J_{n,k}(P)=\sum \limits _{1\leq x_{j},y_{j}\leq P}{\prod \limits _{i=1}^{n}{\int \limits _{0}^{1}{e\left({\left({\sum \limits _{j=1}^{k}{{x_{j}}^{i}}-\sum \limits _{j=1}^{k}{{y_{j}}^{i}}}\right)\alpha }\right)d\alpha }}}=\sum \limits _{1\leq x_{j},y_{j}\leq P}\int \limits _{0}^{1}\dots \int \limits _{0}^{1}{e\left({\sum \limits _{i=1}^{n}{\left({\sum \limits _{j=1}^{k}{{x_{j}}^{i}}-\sum \limits _{j=1}^{k}{{y_{j}}^{i}}}\right)\alpha _{i}}}\right)}d\alpha _{1}\dots d\alpha _{n}=}
{\displaystyle =\int \limits _{0}^{1}\dots \int \limits _{0}^{1}{\sum \limits _{1\leq x_{j},y_{j}\leq P}e\left({\sum \limits _{i=1}^{n}{\left({\sum \limits _{j=1}^{k}{{x_{j}}^{i}}-\sum \limits _{j=1}^{k}{{y_{j}}^{i}}}\right)\alpha _{i}}}\right)}d\alpha _{1}\dots d\alpha _{n}=\int \limits _{0}^{1}\dots \int \limits _{0}^{1}{\sum \limits _{1\leq x_{j},y_{j}\leq P}e{\left({\sum \limits _{j=1}^{k}{\left({\sum \limits _{i=1}^{n}{x_{j}}^{i}\alpha _{i}}\right)}-\sum \limits _{j=1}^{k}{\left({\sum \limits _{i=1}^{n}{y_{j}}^{i}\alpha _{i}}\right)}}\right)}}d\alpha _{1}\dots d\alpha _{n}=}
{\displaystyle =\int \limits _{0}^{1}\dots \int \limits _{0}^{1}{{\Bigg \vert }{\sum \limits _{x=1}^{P}e\left({\sum \limits _{i=1}^{n}{\alpha _{i}x^{i}}}\right)}{\Bigg \vert }^{2k}}d\alpha _{1}\dots d\alpha _{n}=\int \limits _{0}^{1}\dots \int \limits _{0}^{1}{{\Bigg \vert }{\sum \limits _{x=1}^{P}e\left({\alpha _{1}x+\alpha _{2}x^{2}+\dots +\alpha _{k}x^{k}}\right)}{\Bigg \vert }^{2k}}d\alpha _{1}\dots d\alpha _{n}}
Таким образом, искомая величина оценивается через интеграл по суммам Вейля и её можно оценивать, применяя общие для этих сумм методы.

## Формулировки теоремы
Хотя основным преимуществом теоремы является ограничение порядка роста {\displaystyle J_{k,n}(P)} относительно {\displaystyle P}, сопровождающий этот порядок роста постоянный (при фиксрованных {\displaystyle k} и {\displaystyle n}) множитель при доказательстве также удаётся выразить явно.
Кроме того, оценки, получаемые в теореме, оказываются тем лучше, чем больше параметр {\displaystyle k} превосходит параметр {\displaystyle n}. Поэтому обычно вводится дополнительный параметр {\displaystyle \tau }, выражающий отношение {\displaystyle {\frac {k}{n}}} или каким-либо иным образом параметризующий рост {\displaystyle k} относительно {\displaystyle n}.
В связи с этим, а также в связи со сложностью доказательств теоремы и большим количеством деталей в нём, в различных формулировках теоремы используемые константы и выражения, зависящие только от {\displaystyle k} и {\displaystyle n}, могут отличаться. В частности, значения таких множителей уменьшались, а ограничения на значения {\displaystyle (k,n)} ослаблялись в разное время разными математиками.
В книге И. М. Виноградова 1971 года даётся следующая формулировка:
| Пусть {\displaystyle n\geq 12}. Для целого {\displaystyle \tau } обозначим {\displaystyle k_{\tau }=n\tau +\left\lfloor {{\frac {n(n+1)}{4}}+1}\right\rfloor }. Тогда при {\displaystyle k>k_{\tau }} выполнено {\displaystyle J_{k,n}(P)<(20n)^{{\frac {n(n+1)}{2}}\tau }P^{2k-{\frac {n(n+1)}{2}}+{\frac {n(n+1)}{2}}\left({1-{\frac {1}{n}}}\right)^{\tau }}} |

В учебнике А. А. Карацубы 1983 года доказывается:
| Пусть {\displaystyle \tau >0} — целое, {\displaystyle k\geq n\tau }, {\displaystyle P\geq 1}. Тогда {\displaystyle J_{k,n}(P)\leq D_{\tau ,n}P^{2k-\delta (\tau ,n)}}, где {\displaystyle \delta (\tau ,n)={\frac {n(n+1)}{2}}\left({1-\left({1-{\frac {1}{n}}}\right)^{\tau }}\right)}; {\displaystyle D_{\tau ,n}=(n\tau )^{6n\tau }(2n)^{4n(n+1)\tau }} |

## Основная лемма

### Суть утверждения
Вопрос об оценке числа решения системы уравнений
{\displaystyle \left\{{\begin{matrix}x_{1}+x_{2}+\dots +x_{k}=y_{1}+y_{2}+\dots +y_{k}\\{x_{1}}^{2}+{x_{2}}^{2}+\dots +{x_{k}}^{2}={y_{1}}^{2}+{y_{2}}^{2}+\dots +{y_{k}}^{2}\\\dots \\{x_{1}}^{n}+{x_{2}}^{n}+\dots +{x_{k}}^{n}={y_{1}}^{n}+{y_{2}}^{n}+\dots +{y_{k}}^{n}\end{matrix}}\right.}
напрямую связан с вопросом о числе решений системы
{\displaystyle \left\{{\begin{matrix}x_{1}+x_{2}+\dots +x_{k}=\lambda _{1}\\{x_{1}}^{2}+{x_{2}}^{2}+\dots +{x_{k}}^{2}=\lambda _{2}\\\dots \\{x_{1}}^{n}+{x_{2}}^{n}+\dots +{x_{k}}^{n}=\lambda _{k}\end{matrix}}\right.}
при фиксированных {\displaystyle \lambda _{1},\dots ,\lambda _{k}}. Задачу, похожую на эту, но несколько облегчённую специальными условиями и ослаблением требований, удаётся решить напрямую. Именно решение такой задачи составляет основную лемму, играющую главную роль в доказательстве теоремы Виноградова. Специальные условия, необходимые для возможности непосредственного решения задачи, заключаются в том, что:
- предполагается, что количество переменных равно количеству уравнений;
- предполагается, что переменные принимают значения из разных, сильно отстоящих друг от друга, интервалов — то есть разница между любыми разными {\displaystyle x_{i}} и {\displaystyle x_{j}} превосходит некоторую заранее заданную величину;
- вместо требования равенства {\displaystyle {x_{1}}^{s}+{x_{2}}^{s}+\dots +{x_{k}}^{s}=\lambda _{s}} анализируется требование принадлежности к относительно короткому интервалу, то есть {\displaystyle {x_{1}}^{s}+{x_{2}}^{s}+\dots +{x_{k}}^{s}\in I_{s}} для заданного интервала {\displaystyle I_{s}} малой длины.

Ограниченность количества решений при заданных условиях очевидна ввиду выпуклости функций {\displaystyle x^{2},x^{3},\dots ,x^{n}} — действительно, если функция {\displaystyle f} выпукла, а интервалы существенно далеко отстоят друг от друга, то и различие величин производной этой функции на этих интервалах сильно отличается. Это означает, что значения {\displaystyle f} на числах из второго интервала будут расположены на координатной прямой более разреженно, чем значения на числах из первого интервала. Следовательно, одинаковые по величине (но разнонаправленные) изменения каких-то двух переменных влекут, в большинстве случаев, неодинаковое по величине изменение значения функции, так что когда сумма {\displaystyle x_{1}+x_{2}} остаётся в рамках некоторого короткого интервала при изменении переменной {\displaystyle x_{1}}, то сумма {\displaystyle f(x_{1})+f(x_{2})} меняет значения в очень большом интервале. Если этот большой интервал больше требуемого, то количество решений, соответственно, будет маленьким.
Однако сами по себе соображения выпуклости в классическом доказательстве теоремы не используются, поскольку оно напрямую анализирует свойства целых степеней и коэффициенты получаемых из них многочленов.

### Строгая формулировка
Здесь приводится формулировка из книги Карацубы. Формулировка в книге Виноградова аналогична, только несколько отличны множители, зависящие от {\displaystyle n}.
| Пусть {\displaystyle n>2,P>{(2n)}^{4n}}, {\displaystyle H={(2n)}^{4}}, {\displaystyle R={\frac {P}{H}}}. Пусть также {\displaystyle v_{1},\dots ,v_{n}} пробегают целые числа интервалов {\displaystyle X_{1}<v_{1}\leq Y_{1},\dots ,X_{n}<v_{n}\leq Y_{n},} где при некотором {\displaystyle \omega } с условием {\displaystyle 0\leq \omega <P} имеем {\displaystyle -\omega <X_{1},\ X_{1}+R=Y_{1},\ Y_{1}+R\leq X_{2},\dots ,X_{n}+R=Y_{n},Y_{n}\leq -\omega +P} Тогда число {\displaystyle E_{1}} систем значений {\displaystyle v_{1},\dots ,v_{n}} таких, что суммы {\displaystyle V_{1}=v_{1}+\dots +v_{n},\dots ,V_{n}={v_{1}}^{n}+\dots +{v_{n}}^{n}} лежат, соответственно, в каких-либо интервалах с длинами {\displaystyle 1,\dots ,P^{n-1}}, удовлетворяет неравенству {\displaystyle E_{1}<e^{r(n)-1}H^{\frac {n(n-1)}{2}},\ r(n)=-{\frac {n^{2}}{2}}\ln {n}+{\frac {3}{4}}n^{2}+{\frac {3}{2}}n} А если {\displaystyle {v_{1}}^{*},\dots ,{v_{n}}^{*}} пробегают те же значения, что и {\displaystyle v_{1},\dots ,v_{n}} (независимо от последних), то число {\displaystyle E} случаев, когда разности {\displaystyle V_{1}-{V_{1}}^{*},\dots ,V_{n}-{V_{n}}^{*}} лежат соответственно в каких-либо интервалах с длинами {\displaystyle P^{1-{\frac {1}{n}}},\dots ,P^{n\left({1-{\frac {1}{n}}}\right)}}, удовлетворяет неравенству {\displaystyle E<2e^{r(n)}H^{\frac {n(n-2)}{2}}P^{\frac {3n-1}{2}}} |

### Краткая схема доказательства
Основную сложность составляет доказательство оценки на {\displaystyle E_{1}}. Из неё оценка на {\displaystyle E} выводится тривиально.
Пусть есть две системы {\displaystyle (\eta _{1},\dots ,\eta _{n})} и {\displaystyle (\eta _{1}+\xi _{1},\dots ,\eta _{n}+\xi _{n})}, суммы степеней которых принадлежат заданным интервалам {\displaystyle I_{1},\dots ,I_{n}} и {\displaystyle \xi _{n}>0}. Это фактически означает, что
{\displaystyle \left\{{\begin{matrix}(\eta _{1}+\xi _{1})-\eta _{1}+\dots +(\eta _{n}+\xi _{n})-\eta _{n}=\theta _{1}|I_{1}|\\(\eta _{1}+\xi _{1})^{2}-{\eta _{1}}^{2}+\dots +(\eta _{n}+\xi _{n})^{2}-{\eta _{n}}^{2}=\theta _{2}|I_{2}|\\\dots \\(\eta _{1}+\xi _{1})^{n}-{\eta _{1}}^{n}+\dots +(\eta _{n}+\xi _{n})^{n}-{\eta _{n}}^{n}=\theta _{n}|I_{n}|\end{matrix}}\right.}
где {\displaystyle \eta _{1},\dots ,\eta _{n}\in (-1;1)}. Если во все слагаемые подставить выражение {\displaystyle (\eta _{i}+\xi _{i})^{s}-{\eta _{i}}^{s}={\frac {(\eta _{i}+\xi _{i})^{s}-{\eta _{i}}^{s}}{\xi ^{s}}}\xi ^{s}} и выразить {\displaystyle \xi _{s}} по методу Крамера через дроби вида {\displaystyle {\frac {(\eta _{i}+\xi _{i})^{s}-{\eta _{i}}^{s}}{\xi ^{s}}}} (явно раскрыв определители), то из теоремы Лагранжа будет следовать, что {\displaystyle \xi _{s}} удовлетворяет при некоторых {\displaystyle x_{1}\in (\eta _{1},\eta _{1}+\xi _{1}),\dots ,x_{n}\in (\eta _{n},\eta _{n}+\xi _{n})} решению системы уравнений
{\displaystyle \left\{{\begin{matrix}\xi _{1}+\dots +\xi _{n}=\theta _{1}|I_{1}|\\x_{1}\xi _{1}+\dots x_{n}\xi _{n}=\theta _{2}|I_{2}|\\\dots \\{x_{1}}^{n-1}\xi _{1}+\dots {x_{n}}^{n-1}\xi _{n}=\theta |I_{n}|\end{matrix}}\right.}
Матрица коэффициентов этой системы является матрицей Вандермонда и анализ решений системы оказывается легко произвести, исходя из общеизвестного выражения определителя таких матриц.

## Схема доказательства теоремы
Теорема доказывается в интегральной формулировке. Доказательство проводится индукцией по {\displaystyle n} и {\displaystyle P} в несколько этапов:
1. Интервал {\displaystyle [1;P]} разбивается на некоторое (зависящее от {\displaystyle n}) количество подинтервалов, и кратная тригонометрическая сумма под интегралом раскладывается на совокупность таких сумм по каждой возможной комбинации {\displaystyle k} таких интервалов;
2. Все наборы подинтервалов делятся на две группы:
  - наборы, среди которых есть хотя бы {\displaystyle n} таких, что никакие два из них не соседние и не совпадают;
  - все остальные наборы.
3. После этого общее количество решений ограничивается суммой количеств решений для наборов каждого из этих двух множеств (умноженной на константу 2).
4. Из первого множества наборов выбирается какой-то один, для которого квадрат модуля тригонометрической суммы максимален. После этого сумма по всем наборам оценивается тривиально умножением суммы по лучшему набору на количество наборов.
5. Через неравенство между арифметическим и геометрическим средними в выбранном наборе из первого множества {\displaystyle 2k-2n} из {\displaystyle 2k} переменных «вгоняются» в какой-то один интервал (то есть доказывается, что если они пробегают некоторый, один для всех, интервал вместо своего, то количество решений не уменьшается). То есть на данном этапе система уравнений приведена к виду, когда {\displaystyle 2n} переменных пробегают разные, отстоящие друг от друга интервалы, а {\displaystyle 2k-2n} переменных пробегают какой-то один и тот же интервал.
6. Количество решений получившейся системы уравнений выражается суммой по произведениям количеств представлений того или иного числа
7. Количество представлений разностью сумм переменных из {\displaystyle 2k-2n} одинаковых интервалов выносится за скобки и оценивается через предположение индукции (поскольку и количество переменных и диапазон их значений малы по сравнению с начальными);
8. После вынесения множителя за скобки выражение для количества решений уравнения превращается в выражение для количества решений неравенства, ограничивающего разность двух степенных сумм. Количество решений этого неравенства оценивается через основную лемму.
9. Для второго множества наборов подинтервалов просто доказывается, что таких наборов очень мало. Далее опять все переменные приводятся к одному (но меньшему по длине, чем {\displaystyle P}) интервалу, а это уже позволяет применить предположение индукции к наилучшему из них (в смысле наибольшего количества решений).

## Приложения
Исторически теорема впервые была использована при решении проблемы Варинга, однако иногда применяется и в других областях теории чисел — например, для оценки коротких сумм Клоостермана.